# Don't Say Goodbye
Don’t Say Goodbye is een muziekalbum van de Britse band Strawbs. Na het debacle van Heartbreak Hill is het lange tijd stil rondom de band. Cousins werkt voor diverse radiostations en van de rest van de band van 1978 hoort men niets, behalve dan van Cronk, die bij Steve Hackett speelt. Er is even geprobeerd een Strawbsversie te scheppen zonder leider Cousins, maar dat resulteerde niet in het gewenste resultaat. Dave Lamberts soloalbum wordt net als het album Touch the Earth (Strawbs zonder Cousins) pas jaren later uitgegeven. De bijbehorende hoes van CHORD 009 blijkt uit in het geven van geen enkele info. Alleen tracks en musici worden vermeld. Een deel van de composities van het album komt van Heartbreak Hill en is opnieuw opgenomen; dat album werd weliswaar eerder opgenomen, maar zou pas in 1995 uitgegeven worden.

## Musici
- Dave Cousins – zang, gitaar, banjo
- Tony Hooper – zang, gitaar (van Strawbs voor 1972)
- Richard Hudson – slagwerk, zang (van Strawbs periode 1973-1974)
- Brian Willoughby – gitaar;
- Chris Parren – toetsen;
- Rod Demick – basgitaar.

## Composities
1. A boy and his dog (Cousins, Parren)
2. Let it rain (Cousins, Cronk, Richards)
3. We can make it together (Cousins, Cronk)
4. Tina dei fade (Hudson)
5. Big Brother (Hudson)(klinkt als Part of the Union)
6. Something for nothing (Cousins, Cronk)
7. Evergreen (Cousins, Don Airey)
8. That’s when the crying starts (Cousins)
9. Beat the retreat (Cousins)

Het album verschijnt eerst nog op Compact cassette, elpee en dan later pas op cd. Later volgt nog een cd-versie, samen met Ringing down the Years als 2cd.

## Bron
- (en) Strawbsweb